# Kult hor u Slovanů

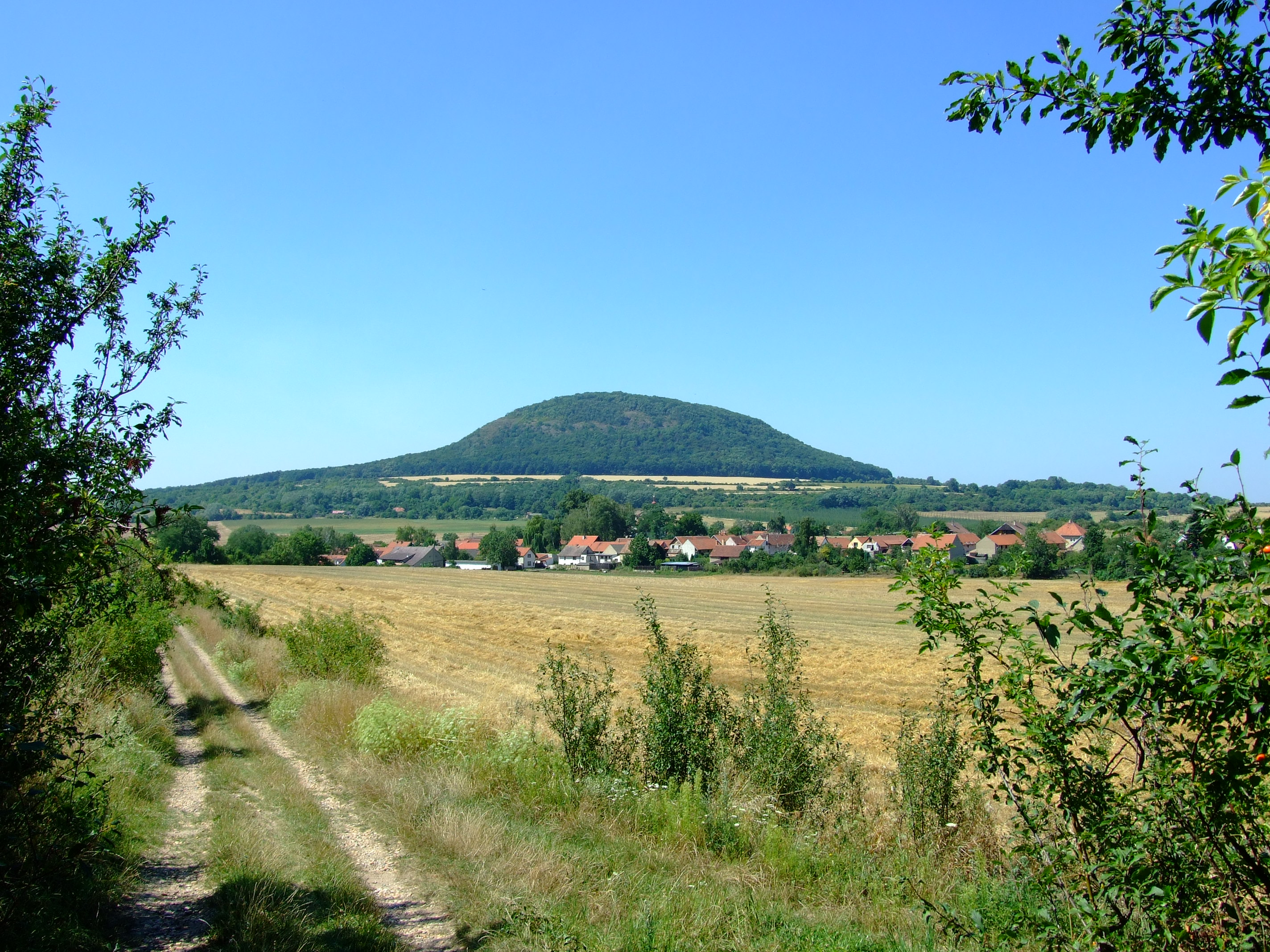
Posvátná hora Říp od jihu

Kult hor u Slovanů se projevoval, stejně jako v jiných archaických náboženství, především posvátností některých vrcholků, které sloužily i k provádění kultu, a vírou v různé horské a podzemní duchy. S kultem hor souvisí kult kamenů, odrážející se například v existenci obětních kamenů.

## Posvátné hory
V Čechách představuje významnou posvátnou horu Říp, symbolický střed země. Nálezy střepů z 9. století a parohového kotoučku se slunečním symbolem napovídají že posvátná byla i Milešovka. Hliněný kotouč s vypíchaným solárním symbolem byl nalezen na vrchu kde stálo hradiště Libušín.
Slovanské posvátné hory jsou často lysé, tedy bez porostu. Jedná se především o polskou Łysou Góru a Lysou Horu v Kyjevě. Dušan Třeštík zařazuje mezi Lysé hory i polskou Ślężu, český Říp a Trihlavovi zasvěcený vrch ve Štětíně. Podle Aleksandera Gieysztora tkví význam Lysých hor v jejich k připodobnění k nebi jako holé, lysé hlavě. Jako analogii uvádí severskou představu že nebe bylo stvořeno z Ymiho lebky. V pozdějším folklóru byly Lysé hory spojovány s čarodějnickými sabaty.
Čarodějnický sabat o svatojánské noci je tématem symfonické básně Noc na Lysé hoře Modesta Petroviče Musorgského.
Posvátné hory také často leží mezi dvěma menšími vrcholy jako polská Ślęża, kyjevská Lysa Hora a tři vrcholy ve Štětíně, z nichž prostřední byl zasvěcen Trihlavovi. Také bylo užíváno jméno Svatá hora, ozývající se například v jménu ruského bohatýra Svjatogora.
Následuje bližší popis těchto hor:
- Łysa Góra (též Łysiec, Święty Krzyż) – vrchol ve Svatokřížských horách v Polsku na kterém byly až do 12. století slaveny pohanské slavnosti a poté, nejspíše kvůli tomu aby jim bylo zabráněno, postaveno benediktinské opatství.
- Lysa Hora (ukrajinsky Лиса Гора) – vrchol v ukrajinském Kyjevě, sídlo legendárního zakladatele města Choreva, druhým názvem zřejmě Kapišč „pohanské obětiště“
- Ślęża – vrchol v Dolním Slezsku zmiňovaný již na počátku 11. století Dětmarem jako místo pohanských slavností. Leží poblíž dvou menších hor jménem Radunia a Wieżyca, jméno druhé jmenované nejspíše souvisí s radunicou, jarními dziady – svátky mrtvých. Na těchto horách byly nalezeny kamenné valy, které však mohou mít předslovanský původ, a kamenné sochy zvané Mnich, Panna s rybou, Kanec a Medvěd, považované některými badateli za slovanské idoly.[4]

## Horští duchové
S kultem hor souvisejí i horští duchové. Většina z nich je známa až z novověkého folklóru a vykazují cizí, především germánské, vlivy, jako například permoníci nebo Krakonoš, přesto však odrážejí archaickou úctu k horám, skalám a kamenům existující u Slovanů.
Kosmas zmiňuje úctu Čechů k oreádám, tedy nejspíše bytostem podobných řeckým horským nymfám. Horské víly jsou známy i na Balkáně jako vile planinkijne a samovile samogorske. Slované v Lüneburgu uctívali görzony, horské duchy od kterých si půjčovali nádoby na chléb a na oplátku jim chléb darovali.
V Srbsku je znám gorjanin, který léčil nemoci, a ve Slovinsku labus, sídlící v podzemních chodbách do kterých lákal malé děti. Naopak dobrým duchem byl ve Slovinsku černý dimek a bílý bělič a laber, kterému se obětovali chléb, mléko a sýr aby lidem ukázal rudné žíly. Na Slovensku vládl podzemí a místním pokladům Kovlad doprovázený permoníky. Havíři jej varovali před každým výstřelem, aby je nepotrestal. Jeho protějškem byla Runa, zemní paní.V Čechách byl znám skalní duch, který strašil horníky lomozem znějícím jako dusot kopyt nebo silný vichr. Někteří horští duchové měli i vlastní jména jako například Krakonoš. Východní Slované znali obry zvané asilkové či osilkové, kteří vytvářeli skály a řeky, vytrhávali stromy a rozbíjeli kameny. Patřil mezi ně i obr Svjatogor, který zahynul rukou Ilji Muromce.